# Шевалье (композитор)
Шевалье́ (имя и точные даты жизни неизвестны) — французский придворный композитор и автор балетов, работавший при дворе королей Генриха IV и Людовика XIII.
Хорошо играл на скрипке и виоле, которую называл квинтой. В своё время считался одним из лучших композиторов инструментальной музыки и главным образом музыки для балетов. С 1587 по 1617 года он написал 32 балета.